# Christine Hargreaves
Christine Hargreaves (22 de marzo de 1939 – 12 de agosto de 1984) fue una actriz británica reconocida por su papel de Christine Hardman en la telenovela Coronation Street entre 1960 y 1963.
Hargreaves nació en Salford, Lancashire, y participó en el elenco original de la serie británica Coronation Street. Apareció inicialmente en el segundo episodio de la serie y continuó en ella hasta marzo de 1963. Otro papel destacado de su carrera fue el de la madre de Pink en la película Pink Floyd – The Wall, creada por el músico Roger Waters de la banda de rock progresivo Pink Floyd y dirigida por Alan Parker en 1982.
Hargreaves también encarnó el papel de una madre soltera en la serie The Spongers de la cadena BBC en 1978.

## Muerte
Christine falleció en agosto de 1984 debido a un tumor cerebral a la edad de 45 años, en Londres, Inglaterra.

## Filmografía
- Strictly for the Birds (1963)
- The Reckoning (1969)
- The Hireling (1973)
- It Shouldn't Happen to a Vet (1975)
- An American Werewolf in London (1981)
- Pink Floyd—The Wall (1982)
- Nineteen Eighty-Four (1984)
- Nineteen Nineteen (1985)